# Kościół Najświętszej Maryi Panny Królowej Polski w Kościeniewiczach
Kościół Najświętszej Maryi Panny Królowej Polski – parafialny rzymskokatolicki kościół w Kościeniewiczach, wzniesiony w XVII w. jako cerkiew unicka. Od likwidacji unickiej diecezji chełmskiej w 1875 do 1921 była to cerkiew prawosławna.

## Historia
Cerkiew została wzniesiona między 1673 a 1682 przez kasztelanową mińską Annę Rusiecką z Szujskich. Jej pierwszym patronem był błogosławiony Jozafat Kuncewicz. Wskutek likwidacji unickiej diecezji chełmskiej w 1875 miejscowa parafia została włączona do eparchii chełmsko-warszawskiej Rosyjskiego Kościoła Prawosławnego, po tym wydarzeniu obiekt sakralny został gruntownie odnowiony. W latach 1906–1912 miał miejsce kolejny remont świątyni.
W 1921 budynek sakralny został zrewindykowany na rzecz Kościoła katolickiego i przekształcony w rzymskokatolicki kościół Najświętszej Maryi Panny Królowej Polski, filialny względem parafii w Piszczacu. W 1930 kościeniewicka świątynia stała się kościołem parafialnym. W 1936 obiekt został pokryty blachą, w 1949 – rozbudowano zakrystię. Kolejne remonty miały miejsce w 1974 (odnowiono wówczas dach) oraz w latach 1985–1989 (odremontowano fasadę i wieżę).

## Architektura

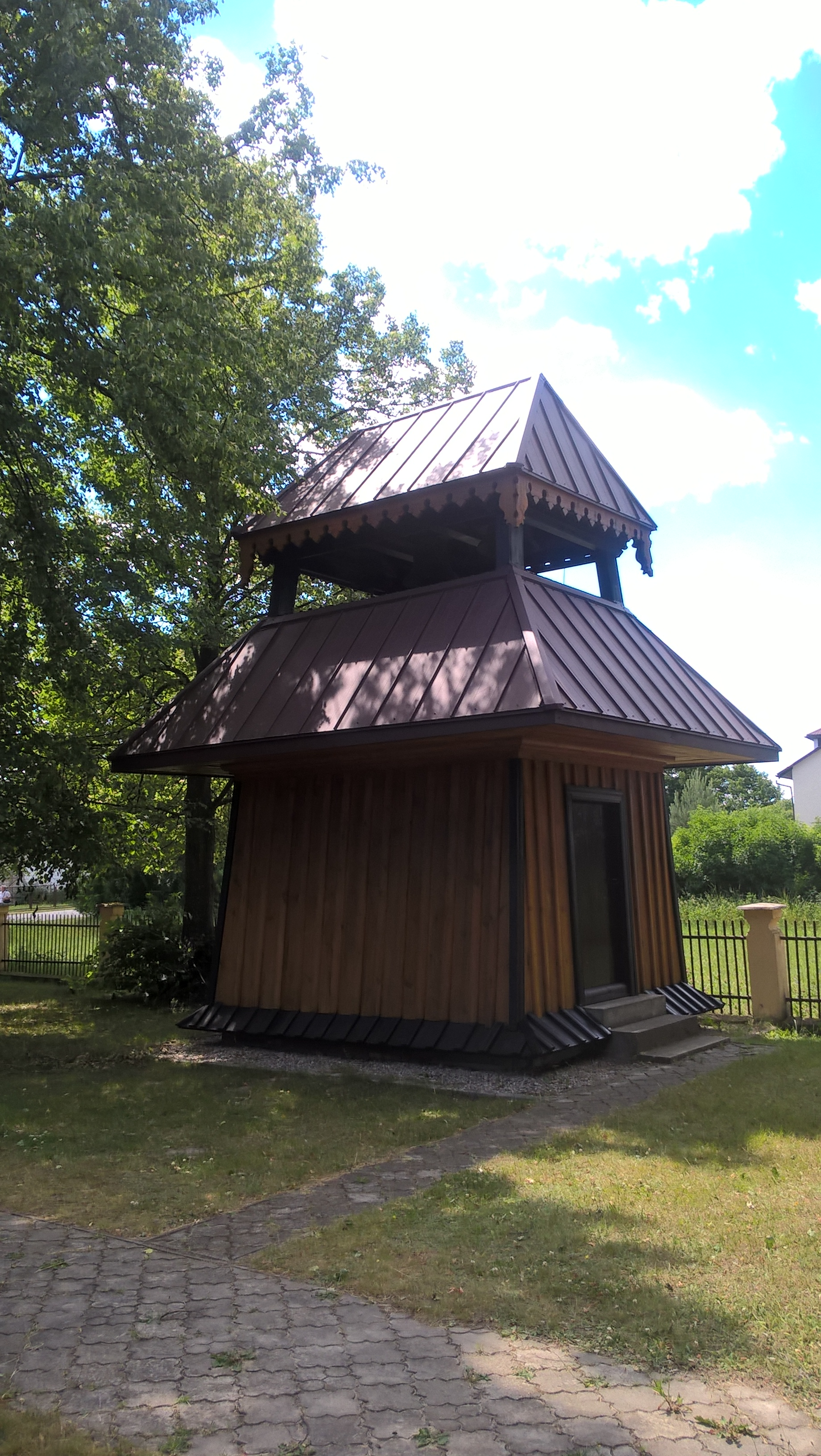
Dzwonnica

Dawna cerkiew w Kościeniewiczach jest budowlą orientowaną, drewnianą, o konstrukcji wieńcowej, oszalowaną z lisicami. Została zbudowana na podmurówce ceglanej. Obiekt jest trójdzielny, z prostokątnym i zamkniętym trójbocznie pomieszczeniem ołtarzowym, kwadratową nawą i niewielkim kwadratowym przedsionkiem, nad którym wznosi się wieża o konstrukcji słupowej. Okna budynku są zdwojone i ozdobnie obramowane. Na kościelnej kalenicy znajduje się sześcioboczna wieżyczka, zwieńczona hełmem w stylu neobarokowym. Dachy budynku kryte są blachą.
Ołtarz główny powstał prawdopodobnie w 1918, w stylu klasycystycznym. Na wyposażeniu obiektu znajduje się szereg utensyliów barokowych: XVIII-wieczne krucyfiks, monstrancja, feretron z obrazami Matki Bożej oraz proroka Eliasza, jak również waza z końca XVIII w. lub pocz. XIX w., użytkowana jako chrzcielnica. Z II poł. XIX w. pochodzi natomiast neogotycki kielich mszalny, zaś z początku wieku XX – krzyż procesyjny. Od zachodu w kościelnym wnętrzu znajduje się chór muzyczny.